# Букиник, Исаак Евсеевич
Исаак Евсеевич Букиник (1865, Харьков — 1942, Харьков) — русский и советский скрипач и альтист, педагог. Брат виолончелиста Михаила Букиника.

## Биография
Родился в 1865 году в Харькове в семье дубенского мещанина Ушера Меер-Гершовича (Гершковича) Бокиника (1821—1882) и Ланы (Лане) Ушеровны Бокиник (1836—1891). У него были два брата, Гдаль (1867—?), мастер зонтиков, и Михаил (Ихиль-Михель), сестра Фрима (Ева, 1868—?).
Окончил Музыкальное училище Харьковского отделения Русского музыкального общества (1887). Преподавал музыку в Сумской гимназии, не теряя связи с Харьковом: так, по случаю приезда П. И. Чайковского в Харьков в 1893 году был вызван для участия в оркестре, оставил о визите Чайковского подробные воспоминания. Затем открыл в Харькове частную музыкальную школу. После 1895 года постоянный участник струнного квартета Харьковского отделения Русского музыкального общества под руководством Константина Горского (играл партию второй скрипки или альта). В 1902 году поселился в Одессе (был концертмейстером в оперном театре), позже вернулся в Харьков.
В Харькове он открыл скрипичную школу, которая просуществовала до 1917 года. С 1918 года преподавал в Харьковской консерватории, опубликовал методику обучения игры на скрипке. Написал также биографический очерк Ильи Слатина (СПб., 1896).
Две дочери Исаака Букиника, как и его брат Михаил, также стали профессиональными музыкантами.
Во время немецкой оккупации Харькова в период Второй мировой войны был арестован как еврей и убит в Дробицком яру. Первая жена и дочь Елена позднее были убиты там же,

## Семья
- Первая жена (4 апреля 1893 — 5 августа 1901) — Либа Аврумовна (Любовь Абрамовна) Бокиник (в девичестве Фурман, 1870—1942), златопольская мещанка, повивальная бабка[12][13].
  - Дочери — Елена (10 ноября 1893—1942), в замужестве Пригоровская, пианистка[13][14], и Берта (4 июля 1895)[15].
- Вторая жена (с 12 сентября 1903 года) — Лиза Яковлевна-Германовна Бокиник (в девичестве Берман, 1874—?)[16].
  - Сын — Яков Исаакович Бокиник[17], химик.
- Племянница Елена Гдальевна Бокиник (1902—1977) была замужем за математиком и механиком Исааком Владимировичем Каценеленбогеном (1892—1951).